# İkizyaka, Koyulhisar
İkizyaka là một xã thuộc huyện Koyulhisar, tỉnh Sivas, Thổ Nhĩ Kỳ. Dân số thời điểm năm 2011 là 149 người.